# Raynell Williams
Raynell Williams (* 4. Februar 1989 in Cleveland, Ohio) ist ein US-amerikanischer Boxer.

## Werdegang
Raynell Williams wuchs in Cleveland, Ohio, auf und besuchte dort die Castle High School. Im Alter von 12 Jahren begann er 2001, animiert von seinem Vater, mit dem Boxen. Der Rechtsausleger ist Angehöriger des Boxclubs S.A.B.A. Cleveland und wurde dort von Clint Martion trainiert. Der Durchbruch in die US-amerikanische Spitzenklasse gelang Raynell Williams 2007, also bereits im Alter von 18 Jahren.
Es begann mit einem Sieg bei den sog. Western-Trials. Er gewann dort das Turnier im Federgewicht mit Siegen über Victor Valezuela, Efrain Esquivias und Daniel Martinez. Bei den sich anschließenden National Golden Gloves 2007 in Chattanooga kam er mit vier überlegenen Punktsiegen in den Endkampf gegen das 16-jährige Supertalent Hylon Williams und unterlag diesem knapp mit 2:3 Punktrichterstimmen. Seinen nächsten Start hatte Raynell Williams bei der USA-Meisterschaft in Colorado Springs. Er besiegte dort im Federgewicht Derrick Murray, Luis Del Valle, Troy Wohofsky und traf im Halbfinale wieder auf Hylon Williams. Dabei konnte er den Spieß umdrehen und Williams nach Punkten schlagen (31:21). Im Finale siegte er dann auch sicher über Rico Ramos nach Punkten (16:9). Der Gewinn des USA-Meistertitel war sein erster großer Erfolg.
Danach bestritt Rayenll Williams in Houston die US-Olympiaausscheidung (Trials) für die Olympischen Spiele 2008 in Peking. Er gewann dort über Robert Rodriguez (17:6) und Shemuel Pagan (22:12) nach Punkten. Anschließend siegte er im ersten Finale gegen Hylon Williams knapp nach Punkten (17:16). Dem nur für dieses Turnier geltenden Modus entsprechend, musste er gegen Hylon Williams zu einem zweiten Kampf antreten. In diesem siegte Williams nach Punkten (20:16). Da es in den Begegnungen dieser beider Boxer nunmehr 1:1 stand, musste ein dritter Kampf über die Fahrkarte zu den Olympischen Spielen 2008 und zur Weltmeisterschaft 2007 in Chicago entscheiden. In diesem dritten Kampf siegte wieder Raynell Williams knapp aber verdient nach Punkten (24.22). 
Kurz darauf vertrat Raynell Williams in Bend die Vereinigten Staaten in einem Länderkampf gegen Australien. Im Federgewicht siegte er dabei über Luke Boyd nach Punkten (30:21). 
Bei der Weltmeisterschaft 2007 in Chicago siegte er im Federgewicht über Khedafi Djelkhir aus Frankreich (28:18) und über Mazat Ospanow aus Kasachstan (28:0) nach Punkten und kam über Azat Hovhannesjan aus Armenien zu einem Abbruchsieg in der 3. Runde. Im Viertelfinale traf er auf Albert Selimow aus Russland, dem er nach Punkten unterlag (8:25). Selimow wurde anschließend auch Weltmeister. Raynell Williams belegte mit drei weiteren Boxern den 5. Rang, was ihm die Qualifikation in der Amerika-Gruppe für die Olympischen Spiele in Peking einbrachte.
Im November 2007 startete Raynell Williams in Peking bei einem gut besetzten Test-Turnier für die Olympischen Spiele. Er siegte dort über Hicham Ziouti aus Frankreich nach Punkten (23:8), kam dann zu einem kampflosen Sieg über Li Yang aus China und wurde mit Punktsiegen über Afanassi Poskatschin aus Russland (34:14) und Arturo Santos aus Mexiko (31:22) Turniersieger.
Bei zwei sich anschließenden Länderkämpfen in Zunyi/China unterlag er dem Chinesen Gu Yu nach Punkten (16:22) und gewann über Galib Jafarow aus Kasachstan nach Punkten.
Im Jahre 2008 ging Raynell Williams noch bei keinen bedeutenden Meisterschaften an den Start. Er konzentriert sich voll auf die Olympiavorbereitung, die die US-amerikanische Boxstaffel in Colorado Springs absolviert.

## Internationale Erfolge
(WM = Weltmeisterschaft, Fe = Federgewicht, bis 57 kg Körpergewicht)
- 2007, 5. Platz, WM in Chicago, Fe, hinter Albert Selimow, Russland, Wasil Lomeytschenko, Ukraine, Yakup Kilic, Türkei u. Li Yang, China;

- 2007, 1. Platz, Test-Turnier in Peking, Fe, vor Arturo Santos, Mexiko u. Afanassi Poskatschin, Russland

## Nationale Erfolge
- 2007, 2. Platz, National Golden Gloves in Chattanooga, Fe, hinter Hylon Williams u. vor. Derrick Murray,
- 2007, 1. Platz, USA-Meisterschaft in Colorado Springs, Fe, vor Rico Ramos u. Hylon Williams,
- 2008, 1. Platz, USA-Olympiaausscheidung (Trials) in Houston, Fe, vor Hylon Williams u. Shemuel Pagan

## Länderkämpfe
- 2007 in Bend/USA, USA gegen Australien, Fe, Punktsieger über Luke Boyd (30:21),
- 2007 in Zunyi/China, China gegen USA, Fe, Punktniederlage gegen Gu Yu (16:22),
- 2007 in Zunyi/China, USA gegen Kasachstan, Fe, Punktsieger über Galib Jafarow (22:8)